# 垫状点地梅
垫状点地梅（学名：Androsace tapete）为报春花科点地梅属下的一个种。

## 扩展阅读
- 維基物種上的相關：垫状点地梅